# Jaime Magalhães
Jaime Fernandes Magalhães (10 de juliol de 1962) és un exfutbolista portuguès de la dècada de 1980.
Fou 20 cops internacional amb la selecció portuguesa amb la qual participà en la Copa del Món de futbol de 1986.
Pel que fa a clubs, defensà els colors de FC Porto durant 15 temporades, arribant a ser campió d'Europa.

## Palmarès
- Primeira Liga: 1984-85, 1985-86, 1987-88, 1989-90, 1991-92, 1992-93, 1994-95
- Taça de Portugal: 1983-84, 1987-88, 1990-91, 1993-94
- Supercopa Cândido de Oliveira: 1981, 1983, 1984, 1986, 1991, 1993
- Copa d'Europa de futbol: 1986-87
- Supercopa d'Europa de futbol: 1987
- Copa intercontinental de futbol: 1987